# Neckartenzlingen
Neckartenzlingen là một thị xã ở huyện Esslingen trong bang Baden-Württemberg ở phía nam nước Đức. Đô thị Neckartenzlingen có diện tích 9,03 km².